# Huanusco
Huanusco är en kommun i Mexiko.   Den ligger i delstaten Zacatecas, i den centrala delen av landet, 500 km nordväst om huvudstaden Mexico City.
Följande samhällen finns i Huanusco:
- Arellanos
- La Luz
- Mexiquito
- San Pedro Apóstol
- El Yerbanís